# Whangarei
Whangarei ([faŋaˈɾɛi]) is een stad in de regio Northland in Nieuw-Zeeland. Het is tevens de hoofdstad van de regio. Het is een moderne industriestad met aardolieraffinaderijen, cementindustrie, en een grote glasfabriek.
Whangarei heeft een subtropisch klimaat, met dagtemperaturen het hele jaar tussen de 15°C en 25°C. Ook is het een toeristische plaats voor duikers.

## Geboren
- Arthur Parkin (1952-2023), hockeyer
- Mike Sanderson (1971), zeiler
- Laura Dekker (1995), Nederlands zeilster
- Keith Urban (1967), Australisch singer-songwriter en countryzanger